# Дом Воронцова-Дашкова
31-го декабря, накануне нового 1810 года, le réveillon, был бал у Екатерининского вельможи. На бале должен был быть дипломатический корпус и государь.
На Английской набережной светился бесчисленными огнями иллюминации известный дом вельможи. У освещенного подъезда с красным сукном стояла полиция, и не одни жандармы, но полицеймейстер на подъезде и десятки офицеров полиции. Экипажи отъезжали, и всё подъезжали новые с красными лакеями и с лакеями в перьях на шляпах. Из карет выходили мужчины в мундирах, звездах и лентах; дамы в атласе и горностаях осторожно сходили по шумно откладываемым подножкам, и торопливо и беззвучно проходили по сукну подъезда.
Почти всякий раз, как подъезжал новый экипаж, в толпе пробегал шопот и снимались шапки.
Дом Воронцо́ва-Да́шкова (особняк А. Л. Нары́шкина) — памятник архитектуры. Расположен в Санкт-Петербурге, современный адрес дома — Английская набережная, дом 10.
Построен в 1736—1738 годах, жилой дом. Строился с учётом требований «регулярности», вошёл в сплошную застройку. Первым владельцем был А. Л. Нарышкин. Въезд в дом находился со стороны Галерной улицы.
Выделяется расположенным по центру крыльцом-подъездом. Был расширен и перестроен в 1770-х годах. К этому периоду относится отделка некоторых помещений, целиком сохранили внешний вид два помещения на втором этаже — в частности, небольшой кабинет, смежный с лестницей и выходящий окнами во двор. Его стены декорированы панно. Углы закруглены, выполнены из дерева, что характерно для архитектуры того времени. В некоторых комнатах сохранились сделанные из мрамора камины XVIII века, резные двери и десюдепорты. В доме есть парадный вестибюль с колоннами и барельефами, зал с частично сохранившейся отделкой, мраморная парадная лестница (1858-64 годов), на первом этаже — бывшие детские комнаты. В парадных помещениях второго этажа сохранились пять живописных панно (художник — предположительно, А. И. Бельский).
С 1812 года владельцем был А. И. Остерман-Толстой. Он переделал интерьеры, среди прочего создав комнату, отделанную распиленными бревнами, под русскую избу. В столовой на время обедов размещали живых орлов и медведей, стоявших с алебардами. В доме хранился заранее сделанный надгробный памятник хозяину, изображавший его павшим на поле битвы, работы А. Кановы. В феврале-мае 1822 года и в декабре 1825 — феврале 1826 годов в доме жил Ф. И. Тютчев, в 1819 году, во флигеле на Галерной — И. И. Лажечников, в 1824-26 годах в доме жил декабрист Д. И. Завалишин. В 1832 году дом купила Варвара Петровна Полье и перенесла туда из дома Путятиной домовую церковь, храм священномученика Власия, епископа севастийского. Архитектор Л. Феррацини при перестройке переместил церковь на второй этаж западного флигеля, возвёл в 1858—1859 годах полукруглую пристройку для алтаря, на стенах которой были ионические пилястры, одноярусный иконостас «под мрамор» конца XVIII века в стиле классицизма с золочёными деталями. В церкви хранились принадлежащие семье Шуваловых старинные иконы, часть — с мощами, крест-мощевик и художественные сосуды, освещение шло сверху и из боковых окон, кресла под хорами были обиты красным бархатом, у клиросов были размещены два киота с изображением архангелов.
В 1867—1917 годах зданием владели Воронцовы-Дашковы (по другим данным, с 1840 года, сам граф Воронцов-Дашков жил в доме в 1880е-1905 годы). В 1868 году в доме произошёл пожар, восстановлением занимался Л. Ф. Фонтана. В 1908—1909 году в доме жил Л. А. Брусилов. В домовой церкви, приписанной к Исаакиевскому собору, 3 октября 1912 года венчались князь В. Л. Вяземский и фрейлина С. И. Воронцова-Дашкова. После революции церковь была закрыта, на 1929 год сохраняла убранство, в 1934 году интерьеры были переделаны.
На 1987 год в здании размещалось Ленинградское отделение Всесоюзной торговой палаты и выставочный зал.